# وادي عفال
وادي عِفال هو أحد أودية شبه الجزيرة العربية، ويقع في منطقة تبوك بالمملكة العربية السعودية. يبلغ طول الوادي 170 كم ومتوسط انحداره 10 م / كم. ينبع من جبال مدين، ويصب في خليج الخريبة الواقع بالقرب من عيينات. من أهم روافده وادي الأبيض، ووادي الزيتة.